# Новые Ургагары
Но́вые Ургага́ры (тат. Яңа Үргәгар) — село в Алькеевском районе Республики Татарстан, административный центр Новоургагарского сельского поселения.

## География
Село находится в Западном Закамье. Высота над уровнем моря — 152 м.

### Климат
Климат в селе умеренно-континентальный, Dfb по классификации Кёппена. Средняя температура воздуха — 5,0 °C, среднегодовое количество осадков — 675 мм.

## История
В «Списке населенных мест по сведениям 1859 года», изданном в 1866 году, населённый пункт упомянут как казённая деревня Новые Ургагары 2-го стана Спасского уезда Казанской губернии. Располагалась при речке Ургагарке (Шонкарка), по левую сторону коммерческого Самарского тракта, в 45 верстах от уездного города Спасска и в 5 верстах от становой квартиры в казённой деревне Базарные Матаки. В деревне в 112 дворах жили 748 человек (389 мужчин и 359 женщин). Была мечеть.

## Население
| 1859 | 1897  | 1908 | 1920  | 1926 | 1938 | 1949 |
| ---- | ----- | ---- | ----- | ---- | ---- | ---- |
| 795  | ↗1041 | ↘938 | ↗1129 | ↘899 | ↘698 | ↘447 |
| 1958 | 1970  | 1979 | 1989  | 2002 | 2015 |      |
| ↘435 | ↗445  | ↘345 | ↘240  | ↘219 | ↘206 |      |

Национальный состав села: татары.

## Инфраструктура
В селе действуют сельская АТС, ИП ритуальных услуг, мастерская. В селе 5 улиц.